# Alekséi Toropchenko
Alekséi Leonidovich Toropchenko (en ruso: Алексей Леонидович Торопченко; Moscú, Rusia, 25 de junio de 1999) es un jugador profesional ruso de hockey sobre hielo que se desempeña en la posición de extremo derecho en St. Louis Blues, equipo de la National Hockey League (NHL).

## Carrera
Fue seleccionado en la cuarta ronda en la NHL Entry Draft de 2017. En 2021 hizo su debut profesional con el equipo St. Louis Blues, donde lleva jugando tres temporadas.